# Parchi nazionali del Brasile
In Brasile sono presenti i seguenti Parchi nazionali:
| Nome                                                             | Stato                            | Area (ha) | Anno | Localizzazione                                                  | Immagine | Collegamento |
| ---------------------------------------------------------------- | -------------------------------- | --------- | ---- | --------------------------------------------------------------- | -------- | ------------ |
| Parco nazionale marino delle Abrolhos                            | Bahia                            | 91 235    | 1983 | Mappa di localizzazione: Brasile · Parchi nazionali del Brasile |          |              |
| Parco nazionale dell'Alto Cariri                                 | Bahia                            | 19 238    | 2010 | Mappa di localizzazione: Brasile · Parchi nazionali del Brasile |          |              |
| Parco nazionale dell'Amazzonia                                   | Pará                             | 1 070 737 | 1974 | Mappa di localizzazione: Brasile · Parchi nazionali del Brasile |          |              |
| Parco nazionale di Anavilhanas                                   | Amazonas                         | 340 830   | 1981 | Mappa di localizzazione: Brasile · Parchi nazionali del Brasile |          |              |
| Parco nazionale degli Aparados da Serra                          | Rio Grande do Sul Santa Catarina | 10 250    | 1959 | Mappa di localizzazione: Brasile · Parchi nazionali del Brasile |          |              |
| Parco nazionale Araguaia                                         | Pará                             | 555 518   | 1959 | Mappa di localizzazione: Brasile · Parchi nazionali del Brasile |          |              |
| Parco nazionale Araucárias                                       | Santa Catarina                   | 12 841    | 2005 | Mappa di localizzazione: Brasile · Parchi nazionali del Brasile |          |              |
| Parco nazionale di Boa Nova                                      | Bahia                            | 12 065    | 2010 | Mappa di localizzazione: Brasile · Parchi nazionali del Brasile |          |              |
| Parco nazionale di Brasilia                                      | Distretto Federale               | 42 355    | 1961 | Mappa di localizzazione: Brasile · Parchi nazionali del Brasile |          |              |
| Parco nazionale di Capo Orange                                   | Amapá                            | 657 327   | 1980 | Mappa di localizzazione: Brasile · Parchi nazionali del Brasile |          |              |
| Parco nazionale Campos Amazônicos                                | Amazonas Rondônia                | 961 317   | 2006 | Mappa di localizzazione: Brasile · Parchi nazionali del Brasile |          |              |
| Parco nazionale Campos Gerais                                    | Paraná                           | 21 299    | 2006 | Mappa di localizzazione: Brasile · Parchi nazionali del Brasile |          |              |
| Parco nazionale Caparaó                                          | Espírito Santo Minas Gerais      | 31 763    | 1961 | Mappa di localizzazione: Brasile · Parchi nazionali del Brasile |          |              |
| Parco nazionale Catimbau                                         | Pernambuco                       | 62 294    | 2002 | Mappa di localizzazione: Brasile · Parchi nazionali del Brasile |          |              |
| Parco nazionale delle caverne del Peruaçu                        | Minas Gerais                     | 56 448    | 1999 | Mappa di localizzazione: Brasile · Parchi nazionali del Brasile |          |              |
| Parco nazionale Chapada das Mesas                                | Maranhão                         | 159 952   | 2005 | Mappa di localizzazione: Brasile · Parchi nazionali del Brasile |          |              |
| Parco nazionale Chapada Diamantina                               | Bahia                            | 152 141   | 1985 | Mappa di localizzazione: Brasile · Parchi nazionali del Brasile |          |              |
| Parco nazionale Chapada dos Guimarães                            | Mato Grosso                      | 32 770    | 1989 | Mappa di localizzazione: Brasile · Parchi nazionali del Brasile |          |              |
| Parco nazionale Chapada dos Veadeiros                            | Goiás                            | 64 795    | 1961 | Mappa di localizzazione: Brasile · Parchi nazionali del Brasile |          |              |
| Parco nazionale Descobrimento                                    | Bahia                            | 22 694    | 1999 | Mappa di localizzazione: Brasile · Parchi nazionali del Brasile |          |              |
| Parco nazionale delle Ema                                        | Goiás                            | 132 642   | 1961 | Mappa di localizzazione: Brasile · Parchi nazionali del Brasile |          |              |
| Parco nazionale marino Fernando de Noronha (Fernando de Noronha) | Pernambuco                       | 10 928    | 1988 | Mappa di localizzazione: Brasile · Parchi nazionali del Brasile |          |              |
| Parco nazionale Furna Feia                                       | Rio Grande do Norte              | 8 517     | 2012 | Mappa di localizzazione: Brasile · Parchi nazionali del Brasile |          |              |
| Parco nazionale Grande Sertão Veredas                            | Minas Gerais Bahia               | 230 853   | 1989 | Mappa di localizzazione: Brasile · Parchi nazionali del Brasile |          |              |
| Parco nazionale Guaricana                                        | Paraná                           | 49 287    | 2014 | Mappa di localizzazione: Brasile · Parchi nazionali del Brasile |          |              |
| Parco nazionale dell'Iguaçu                                      | Paraná                           | 169 696   | 1939 | Mappa di localizzazione: Brasile · Parchi nazionali del Brasile |          |              |
| Parco nazionale Ilha Grande                                      | Mato Grosso do Sul Paraná        | 76 033    | 1997 | Mappa di localizzazione: Brasile · Parchi nazionali del Brasile |          |              |
| Parco nazionale marino Ilhas dos Currais                         | Paraná                           | 1 360     | 2013 | Mappa di localizzazione: Brasile · Parchi nazionali del Brasile |          |              |
| Parco nazionale Itatiaia                                         | Minas Gerais Rio de Janeiro      | 28 084    | 1937 | Mappa di localizzazione: Brasile · Parchi nazionali del Brasile |          |              |
| Parco nazionale Jamanxim                                         | Pará                             | 859 797   | 2006 | Mappa di localizzazione: Brasile · Parchi nazionali del Brasile |          |              |
| Parco nazionale Jau                                              | Amazonas                         | 2 367 333 | 1980 | Mappa di localizzazione: Brasile · Parchi nazionali del Brasile |          |              |
| Parco nazionale Jericoacoara                                     | Ceará                            | 8 863     | 2002 | Mappa di localizzazione: Brasile · Parchi nazionali del Brasile |          |              |
| Parco nazionale Juruena                                          | Amazonas Mato Grosso             | 1 958 204 | 2006 | Mappa di localizzazione: Brasile · Parchi nazionali del Brasile |          |              |
| Parco nazionale Lagoa do Peixe                                   | Rio Grande do Sul                | 36 722    | 1986 | Mappa di localizzazione: Brasile · Parchi nazionali del Brasile |          |              |
| Parco nazionale dei Lençóis Maranhenses                          | Maranhão                         | 156 606   | 1981 | Mappa di localizzazione: Brasile · Parchi nazionali del Brasile |          |              |
| Parco nazionale Mapinguari                                       | Amazonas Rondônia                | 1 776 914 | 2008 | Mappa di localizzazione: Brasile · Parchi nazionali del Brasile |          |              |
| Parco nazionale del monte Pascoal                                | Bahia                            | 22 383    | 1961 | Mappa di localizzazione: Brasile · Parchi nazionali del Brasile |          |              |
| Parco nazionale del Monte Roraima                                | Roraima                          | 116 748   | 1989 | Mappa di localizzazione: Brasile · Parchi nazionali del Brasile |          |              |
| Parco nazionale Nascentes do Lago Jari                           | Amazonas                         | 812 745   | 2008 | Mappa di localizzazione: Brasile · Parchi nazionali del Brasile |          |              |
| Parco nazionale Nascentes do Rio Parnaíba                        | Bahia Maranhão Piauí Tocantins   | 724 325   | 2002 | Mappa di localizzazione: Brasile · Parchi nazionali del Brasile |          |              |
| Parco nazionale Pacaás Novos                                     | Rondônia                         | 708 664   | 1979 | Mappa di localizzazione: Brasile · Parchi nazionali del Brasile |          |              |
| Parco nazionale del Pantanal Matogrossense                       | Mato Grosso                      | 135 606   | 1981 | Mappa di localizzazione: Brasile · Parchi nazionali del Brasile |          |              |
| Parco nazionale Pau Brasil                                       | Bahia                            | 19 027    | 1999 | Mappa di localizzazione: Brasile · Parchi nazionali del Brasile |          |              |
| Parco nazionale Pico da Neblina                                  | Amazonas                         | 2 252 617 | 1979 | Mappa di localizzazione: Brasile · Parchi nazionali del Brasile |          |              |
| Parco nazionale Restinga de Jurubatiba                           | Rio de Janeiro                   | 148.67    | 1998 | Mappa di localizzazione: Brasile · Parchi nazionali del Brasile |          |              |
| Parco nazionale Rio Novo                                         | Pará                             | 538 151   | 2006 | Mappa di localizzazione: Brasile · Parchi nazionali del Brasile |          |              |
| Parco nazionale Saint-Hilaire/Lange                              | Paraná                           | 25 119    | 2001 | Mappa di localizzazione: Brasile · Parchi nazionali del Brasile |          |              |
| Parco nazionale São Joaquim                                      | Santa Catarina                   | 49 300    | 1961 | Mappa di localizzazione: Brasile · Parchi nazionali del Brasile |          |              |
| Parco nazionale Sempre-Vivas                                     | Minas Gerais                     | 124 154   | 2002 | Mappa di localizzazione: Brasile · Parchi nazionali del Brasile |          |              |
| Parco nazionale Serra da Bocaina                                 | San Paolo Rio de Janeiro         | 104 045   | 1972 | Mappa di localizzazione: Brasile · Parchi nazionali del Brasile |          |              |
| Parco nazionale Serra da Bodoquena                               | Mato Grosso do Sul               | 77 022    | 2000 | Mappa di localizzazione: Brasile · Parchi nazionali del Brasile |          |              |
| Parco nazionale Serra da Canastra                                | Minas Gerais                     | 197 810   | 1972 | Mappa di localizzazione: Brasile · Parchi nazionali del Brasile |          |              |
| Parco nazionale Serra da Capivara                                | Piauí                            | 91 849    | 1979 | Mappa di localizzazione: Brasile · Parchi nazionali del Brasile |          |              |
| Parco nazionale Serra do Cipó                                    | Minas Gerais                     | 31 639    | 1987 | Mappa di localizzazione: Brasile · Parchi nazionali del Brasile |          |              |
| Parco nazionale Serra das Confusões                              | Piauí                            | 823 843   | 1998 | Mappa di localizzazione: Brasile · Parchi nazionali del Brasile |          |              |
| Parco nazionale Serra da Cutia                                   | Rondônia                         | 283 501   | 2001 | Mappa di localizzazione: Brasile · Parchi nazionali del Brasile |          |              |
| Parco nazionale Serra das Lontras                                | Bahia                            | 11 344    | 2010 | Mappa di localizzazione: Brasile · Parchi nazionali del Brasile |          |              |
| Parco nazionale Serra da Mocidade                                | Roraima                          | 376 813   | 1998 | Mappa di localizzazione: Brasile · Parchi nazionali del Brasile |          |              |
| Parco nazionale Serra de Itabaiana                               | Sergipe                          | 7 999     | 2005 | Mappa di localizzazione: Brasile · Parchi nazionali del Brasile |          |              |
| Parco nazionale Serra do Divisor                                 | Acre                             | 837 555   | 1989 | Mappa di localizzazione: Brasile · Parchi nazionali del Brasile |          |              |
| Parco nazionale della Serra do Gandarela                         | Minas Gerais                     | 31 271    | 2014 | Mappa di localizzazione: Brasile · Parchi nazionali del Brasile |          |              |
| Parco nazionale Serra do Itajaí                                  | Santa Catarina                   | 57 375    | 2006 | Mappa di localizzazione: Brasile · Parchi nazionali del Brasile |          |              |
| Parco nazionale Serra do Pardo                                   | Pará                             | 445 408   | 2005 | Mappa di localizzazione: Brasile · Parchi nazionali del Brasile |          |              |
| Parco nazionale Serra dos Órgãos                                 | Rio de Janeiro                   | 20 021    | 1939 | Mappa di localizzazione: Brasile · Parchi nazionali del Brasile |          |              |
| Parco nazionale Serra Geral                                      | Rio Grande do Sul Santa Catarina | 17 302    | 1992 | Mappa di localizzazione: Brasile · Parchi nazionali del Brasile |          |              |
| Parco nazionale Sete Cidades                                     | Piauí                            | 6 304     | 1961 | Mappa di localizzazione: Brasile · Parchi nazionali del Brasile |          |              |
| Parco nazionale Superagüi                                        | Paraná                           | 33 860    | 1989 | Mappa di localizzazione: Brasile · Parchi nazionali del Brasile |          |              |
| Parco nazionale della Tijuca                                     | Rio de Janeiro                   | 3 958     | 1961 | Mappa di localizzazione: Brasile · Parchi nazionali del Brasile |          |              |
| Parco nazionale di Tumucumaque                                   | Amapá                            | 3 865 189 | 2002 | Mappa di localizzazione: Brasile · Parchi nazionali del Brasile |          |              |
| Parco nazionale Ubajara                                          | Ceará                            | 6 271     | 1959 | Mappa di localizzazione: Brasile · Parchi nazionali del Brasile |          |              |
| Parco nazionale Viruá                                            | Roraima                          | 241 948   | 1998 | Mappa di localizzazione: Brasile · Parchi nazionali del Brasile |          |              |
| Parco Indigeno dello Xingu                                       | Mato Grosso                      | 2 600 000 | 1961 | Mappa di localizzazione: Brasile · Parchi nazionali del Brasile |          |              |